# Чащина (Упоровський район)
Ча́щина (рос. Чащина) — присілок у складі Упоровського району Тюменської області, Росія.
Населення — 149 осіб (2010, 133 у 2002).
Національний склад станом на 2002 рік:
- росіяни — 95 %